# Tour de France 2019 – 14. etap
14. etap kolarskiego wyścigu Tour de France 2019 odbył się 20 lipca na trasie liczącej 111 km. Start etapu miał miejsce w Tarbes, a meta na Col du Tourmalet.

## Klasyfikacja etapu
| \| Klasyfikacja etapu \| Klasyfikacja etapu \| Klasyfikacja etapu \| Klasyfikacja etapu \| Klasyfikacja etapu \| \| Kolarz \| Kolarz \| Państwo \| Drużyna \| Czas \| \| ------------------ \| ------------------ \| ------------------ \| --------------------- \| ------------------ \| \| 1. \| Thibaut Pinot \| Francja \| Groupama-FDJ \| 3h 10' 20" \| \| 2. \| Julian Alaphilippe \| Francja \| Deceuninck-Quick Step \| + 6" \| \| 3. \| Steven Kruijswijk \| Holandia \| Team Jumbo-Visma \| + 6" \| \| 4. \| Emanuel Buchmann \| Niemcy \| Bora-Hansgrohe \| + 8" \| \| 5. \| Egan Bernal \| Kolumbia \| Team Ineos \| + 8" \| \| 6. \| Mikel Landa \| Hiszpania \| Movistar Team \| + 14" \| \| 7. \| Rigoberto Urán \| Kolumbia \| EF Education First \| + 30" \| \| 8. \| Geraint Thomas \| Wielka Brytania \| Team Ineos \| + 36" \| \| 9. \| Warren Barguil \| Francja \| Arkéa-Samsic \| + 38" \| \| 10. \| Jakob Fuglsang \| Dania \| Astana \| + 53" \| |                    |                 |                       |            |
| |                    |                 |                       |            |
| Źródło: ProCyclingStats |                    |                 |                       |            |
| Klasyfikacja etapu |                    |                 |                       |            |
| Kolarz | Kolarz             | Państwo         | Drużyna               | Czas       |
| 1. | Thibaut Pinot      | Francja         | Groupama-FDJ          | 3h 10' 20" |
| 2. | Julian Alaphilippe | Francja         | Deceuninck-Quick Step | + 6"       |
| 3. | Steven Kruijswijk  | Holandia        | Team Jumbo-Visma      | + 6"       |
| 4. | Emanuel Buchmann   | Niemcy          | Bora-Hansgrohe        | + 8"       |
| 5. | Egan Bernal        | Kolumbia        | Team Ineos            | + 8"       |
| 6. | Mikel Landa        | Hiszpania       | Movistar Team         | + 14"      |
| 7. | Rigoberto Urán     | Kolumbia        | EF Education First    | + 30"      |
| 8. | Geraint Thomas     | Wielka Brytania | Team Ineos            | + 36"      |
| 9. | Warren Barguil     | Francja         | Arkéa-Samsic          | + 38"      |
| 10. | Jakob Fuglsang     | Dania           | Astana                | + 53"      |

## Klasyfikacje po etapie

### Klasyfikacja generalna(Maillot Jaune)
| \| Klasyfikacja generalna \| Klasyfikacja generalna \| Klasyfikacja generalna \| Klasyfikacja generalna \| Klasyfikacja generalna \| \| Kolarz \| Kolarz \| Państwo \| Drużyna \| Czas \| \| ---------------------- \| ---------------------- \| ---------------------- \| ---------------------- \| ---------------------- \| \| 1. \| Julian Alaphilippe \| Francja \| Deceuninck-Quick Step \| 56h 11' 29" \| \| 2. \| Geraint Thomas \| Wielka Brytania \| Team Ineos \| + 2' 02" \| \| 3. \| Steven Kruijswijk \| Holandia \| Team Jumbo-Visma \| + 2' 14" \| \| 4. \| Egan Bernal \| Kolumbia \| Team Ineos \| + 3' 00" \| \| 5. \| Emanuel Buchmann \| Niemcy \| Bora-Hansgrohe \| + 3' 12" \| \| 6. \| Thibaut Pinot \| Francja \| Groupama-FDJ \| + 3' 12" \| \| 7. \| Rigoberto Urán \| Kolumbia \| EF Education First \| + 4' 24" \| \| 8. \| Jakob Fuglsang \| Dania \| Astana \| + 5' 22" \| \| 9. \| Alejandro Valverde \| Hiszpania \| Movistar Team \| + 5' 27" \| \| 10. \| Enric Mas \| Hiszpania \| Deceuninck-Quick Step \| + 5' 38" \| |                    |                 |                       |             |
| |                    |                 |                       |             |
| Źródło: ProCyclingStats |                    |                 |                       |             |
| Klasyfikacja generalna |                    |                 |                       |             |
| Kolarz | Kolarz             | Państwo         | Drużyna               | Czas        |
| 1. | Julian Alaphilippe | Francja         | Deceuninck-Quick Step | 56h 11' 29" |
| 2. | Geraint Thomas     | Wielka Brytania | Team Ineos            | + 2' 02"    |
| 3. | Steven Kruijswijk  | Holandia        | Team Jumbo-Visma      | + 2' 14"    |
| 4. | Egan Bernal        | Kolumbia        | Team Ineos            | + 3' 00"    |
| 5. | Emanuel Buchmann   | Niemcy          | Bora-Hansgrohe        | + 3' 12"    |
| 6. | Thibaut Pinot      | Francja         | Groupama-FDJ          | + 3' 12"    |
| 7. | Rigoberto Urán     | Kolumbia        | EF Education First    | + 4' 24"    |
| 8. | Jakob Fuglsang     | Dania           | Astana                | + 5' 22"    |
| 9. | Alejandro Valverde | Hiszpania       | Movistar Team         | + 5' 27"    |
| 10. | Enric Mas          | Hiszpania       | Deceuninck-Quick Step | + 5' 38"    |

### Klasyfikacja punktowa(Maillot Vert)
| Klasyfikacja punktowa | Klasyfikacja punktowa | Klasyfikacja punktowa | Klasyfikacja punktowa | Klasyfikacja punktowa |
| Kolarz                | Kolarz                | Państwo               | Drużyna               | Punkty                |
| --------------------- | --------------------- | --------------------- | --------------------- | --------------------- |
| 1.                    | Peter Sagan           | Słowacja              | Bora-Hansgrohe        | 284 pkt               |
| 2.                    | Sonny Colbrelli       | Włochy                | Bahrain-Merida        | 191 pkt               |
| 3.                    | Elia Viviani          | Włochy                | Deceuninck-Quick Step | 184 pkt               |
| 4.                    | Michael Matthews      | Australia             | Team Sunweb           | 167 pkt               |
| 5.                    | Caleb Ewan            | Australia             | Lotto-Soudal          | 148 pkt               |
| 6.                    | Jasper Stuyven        | Belgia                | Trek-Segafredo        | 132 pkt               |
| 7.                    | Matteo Trentin        | Włochy                | Mitchelton-Scott      | 118 pkt               |
| 8.                    | Julian Alaphilippe    | Francja               | Deceuninck-Quick Step | 112 pkt               |
| 9.                    | Greg Van Avermaet     | Belgia                | CCC Team              | 101 pkt               |
| 10.                   | Dylan Groenewegen     | Holandia              | Team Jumbo-Visma      | 96 pkt                |

### Klasyfikacja górska(Maillot à Pois Rouges)
| Klasyfikacja górska | Klasyfikacja górska | Klasyfikacja górska | Klasyfikacja górska        | Klasyfikacja górska |
| Kolarz              | Kolarz              | Państwo             | Drużyna                    | Punkty              |
| ------------------- | ------------------- | ------------------- | -------------------------- | ------------------- |
| 1.                  | Tim Wellens         | Belgia              | Lotto-Soudal               | 64 pkt              |
| 2.                  | Thibaut Pinot       | Francja             | Groupama-FDJ               | 42 pkt              |
| 3.                  | Thomas De Gendt     | Belgia              | Lotto-Soudal               | 37 pkt              |
| 4.                  | Julian Alaphilippe  | Francja             | Deceuninck-Quick Step      | 33 pkt              |
| 5.                  | Giulio Ciccone      | Włochy              | Trek-Segafredo             | 30 pkt              |
| 6.                  | Xandro Meurisse     | Belgia              | Wanty-Gobert               | 27 pkt              |
| 7.                  | Steven Kruijswijk   | Holandia            | Team Jumbo-Visma           | 24 pkt              |
| 8.                  | Natnael Berhane     | Erytrea             | Cofidis, Solutions Crédits | 20 pkt              |
| 9.                  | Emanuel Buchmann    | Niemcy              | Bora-Hansgrohe             | 20 pkt              |
| 10.                 | Tiesj Benoot        | Belgia              | Lotto-Soudal               | 16 pkt              |

### Klasyfikacja młodzieżowa(Maillot Blanc)
| Klasyfikacja młodzieżowa | Klasyfikacja młodzieżowa | Klasyfikacja młodzieżowa | Klasyfikacja młodzieżowa | Klasyfikacja młodzieżowa |
| Kolarz                   | Kolarz                   | Państwo                  | Drużyna                  | Czas                     |
| ------------------------ | ------------------------ | ------------------------ | ------------------------ | ------------------------ |
| 1.                       | Egan Bernal              | Kolumbia                 | Team Ineos               | 56h 14' 29"              |
| 2.                       | Enric Mas                | Hiszpania                | Deceuninck-Quick Step    | + 2' 38"                 |
| 3.                       | David Gaudu              | Francja                  | Groupama-FDJ             | + 8' 00"                 |
| 4.                       | Laurens De Plus          | Belgia                   | Team Jumbo-Visma         | + 31' 56"                |
| 5.                       | Giulio Ciccone           | Włochy                   | Trek-Segafredo           | + 37' 10"                |
| 6.                       | Gregor Mühlberger        | Austria                  | Bora-Hansgrohe           | + 40' 04"                |
| 7.                       | Tiesj Benoot             | Belgia                   | Lotto-Soudal             | + 51' 59"                |
| 8.                       | Søren Kragh Andersen     | Dania                    | Team Sunweb              | + 1h 13' 50"             |
| 9.                       | Gianni Moscon            | Włochy                   | Team Ineos               | + 1h 14' 43"             |
| 10.                      | Lennard Kämna            | Niemcy                   | Team Sunweb              | + 1h 16' 14"             |

### Klasyfikacja drużynowa(Classement par Équipe)
| Klasyfikacja drużynowa | Klasyfikacja drużynowa | Klasyfikacja drużynowa       | Klasyfikacja drużynowa |
| Drużyna                | Drużyna                | Państwo                      | Czas                   |
| ---------------------- | ---------------------- | ---------------------------- | ---------------------- |
| 1.                     | Movistar Team          | Hiszpania                    | 169h 02' 15"           |
| 2.                     | Trek-Segafredo         | Stany Zjednoczone            | + 11' 05"              |
| 3.                     | Bora-hansgrohe         | Niemcy                       | + 25' 10"              |
| 4.                     | Team Jumbo-Visma       | Holandia                     | + 27' 09"              |
| 5.                     | Ineos                  | Wielka Brytania              | + 31' 45"              |
| 6.                     | Groupama-FDJ           | Francja                      | + 32' 27"              |
| 7.                     | Mitchelton-Scott       | Australia                    | + 39' 02"              |
| 8.                     | UAE Team Emirates      | Zjednoczone Emiraty Arabskie | + 45' 20"              |
| 9.                     | EF Education First     | Stany Zjednoczone            | + 46' 14"              |
| 10.                    | AG2R La Mondiale       | Francja                      | + 52' 06"              |